# Sinkkasten (Frankfurt am Main)

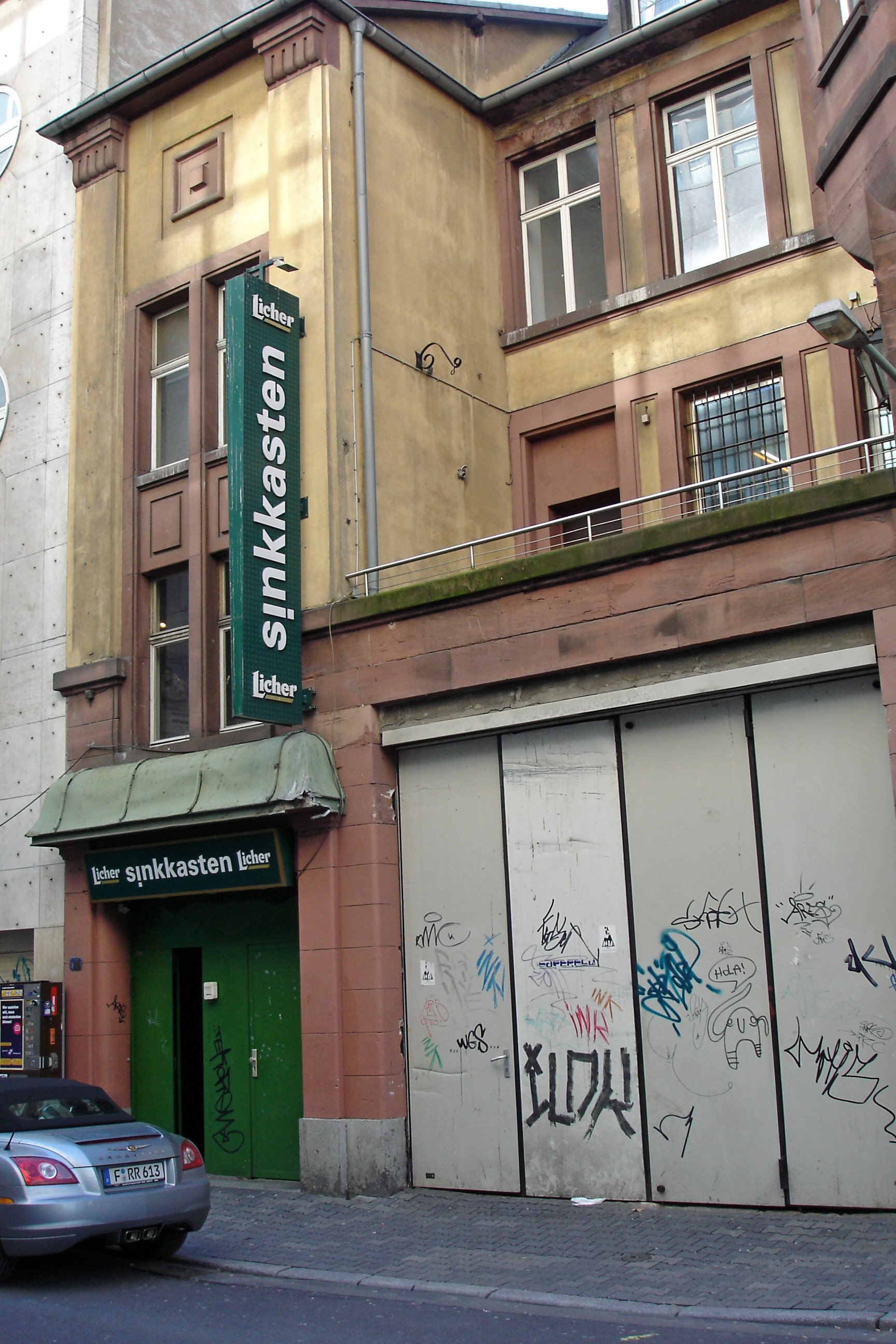
Das Lokal in der Brönnerstraße (2007).

Der Sinkkasten Artsclub (Eigenschreibweise: sinkkasten arts club, zwischenzeitlich auch nur Sinkkasten) war ein Musiklokal in Frankfurt am Main, das von dem „Arts Club Sinkkasten e. V.“ betrieben wurde. Der Verein wurde 1971 von Studenten als Musikclub gegründet und entwickelte sich in den folgenden Jahrzehnten zu einer Konzertstätte von überregionaler Bedeutung. Ende 2011 wurde das Lokal aufgrund von Insolvenz geschlossen. Seit 2012 befand sich an gleicher Stelle bis zum Verkauf des Gebäudes während der Covid-19-Epidemie Ende Dezember 2021 das Musiklokal Zoom.

## Geschichte

### Entstehung und Grundidee

Manu Dibango (1982).

Anfang der 1970er Jahre bestanden die Beschäftigungsmöglichkeiten in Frankfurt im Wesentlichen aus konservativen und entsprechend teuren Angeboten, sowohl im kulturellen wie im Freizeitbereich. Junge Leute mussten notgedrungen nach Alternativen suchen. Am Beispiel des Jugendclubs Aquarius zeigte sich, dass es möglich war, ein von Studenten für junge Leute geschaffenes weitgehend musikalisches Angebot vorzuhalten. Betrieben wurde die Initiative von den BWL-Studenten Detlef Christoph und Werner Vogel und der Grafikerin Marianne Christoph, die in der Frankfurter Innenstadt in einem alten leerstehenden Kellergewölbe in der Mainstraße 2, nicht weit vom Aquarius, etwas ähnliches starten wollten. Dabei sollten vor allem kulturelle Veranstaltungen verschiedener Art zu moderaten Preisen angeboten werden.

### Verwirklichung des Projektes
Zuerst galt es, das Kellergewölbe zu säubern und für den neuen Zweck herzurichten. Dies geschah größtenteils in Eigenarbeit mit umfangreicher Unterstützung der Gesellschaft zur Förderung des New Orleans Jazz (GfN). Der damalige Oberbürgermeister Walter Möller erteilte die Genehmigung des Ordnungsamtes. Das Kulturamt unter Hilmar Hoffmann stand dem Projekt zur Seite. Mit finanzieller Unterstützung der Passavantwerke (einer Eisengießerei), die auch die als Lampen verwendeten Sinkkästen lieferten, und vieler anderer ehrenamtlicher Mitarbeiter konnte der Musikkeller des Sinkkasten Artsclubs e. V. im April 1971 geöffnet werden. Die beiden Christophs und Vogel wurden in den Vorstand gewählt. Zur Eröffnung zog die New Orleans Brassband durch Frankfurt-Sachsenhausen über die Mainbrücke bis in die Mainstraße. Ökonomische Grundlage waren damals eine für einen Monat gültige Mitgliedskarte zu 3,- DM und der Getränkeumsatz zu verhältnismäßig niedrigen Preisen, was vor allem bei den Jugendlichen begrüßt wurde und andererseits dazu führte, dass die Künstler bereit waren, zu entsprechend akzeptablen Preisen aufzutreten.

### Weiterentwicklung und Umzug in neue Räume
Anfangs lieferten, beraten durch Dieter Nentwig, die örtlichen Jazzbands den größten Teil des Programms, es gab aber auch bereits Fotoausstellungen, Gemäldeausstellungen z. B. von Strafgefangenen, Gastspiele der Marionettenbühne Fulda (Gerhard Hoßner, 1940–1988), Pantomime von Duzan Parizek, ein Happening mit Otto Muehl, Auftritte meist örtlicher Rockbands, Theateraufführungen sowie Filmvorführungen von Filmen, die in den Kinos nicht gezeigt wurden.
Aufgrund des auch in diversen Zeitschriften veröffentlichten Monatsprogramms nahm die Zahl der an einem Auftritt im Sinkkasten interessierten Künstler aus dem In- und Ausland rasant zu. Bald gastierten im Sinkkasten Künstler wie Rahsaan Roland Kirk, Memphis Slim und Herbie Mann.
Über dem Kellergewölbe befanden sich damals fünf Etagen mit Wohnungen. Einige davon litten unter erheblichen Lärmbelästigungen, was häufig zum Einschreiten des Ordnungsamtes führte. Das Weiterbestehen des inzwischen bekannt gewordenen Lokals wurde in Frage gestellt, zumal der wesentlichste Befürworter, Oberbürgermeister Walter Möller, überraschend verstorben war. Mit Unterstützung des Kulturdezernenten Hilmar Hoffmann fand man schließlich neue Räumlichkeiten im ersten Obergeschoss der zentral gelegenen Brönnerstraße, wo zuvor bereits das Jazzlokal Storyville und der Musikclub Zoom betrieben worden waren. Diese konnten aufgrund einer Mietsubventionierung seitens des Kulturamtes bzw. der Saalbau GmbH auch bezahlt werden.
Die Stadt Frankfurt honorierte das bisherige Wirken des Sinkkasten, indem sie die Räumlichkeiten zweckentsprechend und nach den Wünschen der verbliebenen Betreiber Marianne und Detlef Christoph auf eigene Kosten umbauen und ausgestalten ließ. Der Umzug erfolgte 1979. Die Sinkkastenbetreiber revanchierten sich, indem sie für das Kulturamt die Programmgestaltung der Veranstaltungsreihe Jazz im Museum ehrenamtlich übernahmen. Bereits seit Mitte der 1970er wurde dem Museumsbesucher kostenlos am Sonntagmittag Jazz- und Blueskonzerte im Innenhof des Historischen Museums näher gebracht, ganz im Sinne von Hoffmanns Leitmotiv Kultur für alle. Die technische Organisation hatte damals der im Kulturamt tätige Dieter Buroch übernommen.
Im neuen Lokal des Sinkkasten gab es weiterhin Kunstausstellungen neben dem normalen Bühnenbetrieb, es gab auch einige Modellier- und Malworkshops unter fachlicher Anleitung, und schließlich im Rahmen eines Theaterfestivals auch Pantomimenworkshops. Finanziert wurden die Projekte vom Monatsbeitrag von inzwischen 7,- DM und dem Getränkeausschank, der einen großen Teil der monatlichen Kosten deckte. Neben Bühnensaal und Ausstellungsraum gab es noch eine kleine Küche und ein lichtdurchflutetes Café, Café Treibhaus genannt. Dieses war mit antiken Möbeln und Lampen, vielen Grünpflanzen und einem Wandgemälde ausgestattet, das den Blick in den Frankfurter Palmengarten wiedergab. Das Umfeld sollte den alternativen Charakter des Sinkkasten unterstreichen. Die Betreiber versuchten bereits 1980, die Besucher vom Rauchen abzubringen. Sie ließen den Zigarettenautomaten entfernen und boten den Umtausch von Zigaretten gegen Süßigkeiten an.
Auch aufgrund des größeren Fassungsvermögens konnten nun neben Künstlern aus Deutschland viele internationale Künstler von Weltrang präsentiert werden, was dem Sinkkasten internationales Ansehen einbrachte.
Der langjährige Mitarbeiter Rudolf Link übernahm 1983 die Geschäftsführung und delegierte teilweise die Programmgestaltung an andere Mitarbeiter, was neben der im Laufe der Jahre gewandelten Kulturszenerie dem Sinkkasten nach geraumer Zeit ein anderes Gepräge gab.
Im Jahr 1998 zog sich die Saalbau GmbH, die Mieter der Räume war, im Zuge der Schließung verschiedener Bürgerhäuser aus dem Mietvertrag zurück. Die Betreiber wurden nun selbst Mieter, um den Club weiterzuführen zu können. Gleichzeitig erhöhte sich der Mietzins erheblich. Eine Mietunterstützung seitens der Stadt gab es in einem geringen Umfang, bis auch diese im Jahre 2002 versandete. In den Folgejahren waren die Betreiber gezwungen, höhere Eintrittspreise pro Veranstaltung zu verlangen, um die Künstler und die Miete bezahlen zu können. Das nahm vielen unbekannten Neulingen der kulturellen Szene die Möglichkeit, sich auf der Bühne des Sinkkastens vor einem Zufallspublikum zu präsentieren. Die Diskoveranstaltungen wurden ein wesentlicher Faktor zur Steigerung der Einnahmen.
Kurz nach dem 40. Geburtstag des Sinkkastens hat „die Geschäftsleitung des Sinkkasten Arts Club am 27. Mai 2011 beim Amtsgericht Frankfurt am Main Antrag auf Eröffnung des Insolvenzverfahrens gestellt“ (Detlef Kinsler, Journal Frankfurt vom 3. Juni 2011). Am 22. Dezember 2011 wurde durch den Insolvenzverwalter bekanntgegeben, dass das Lokal zum Jahresende geschlossen werde, da der Mietvertrag nicht verlängert wurde. In der Silvesternacht auf Neujahr 2012 fand die letzte Veranstaltung im Sinkkasten statt.

## Gastspiele (Auswahl)

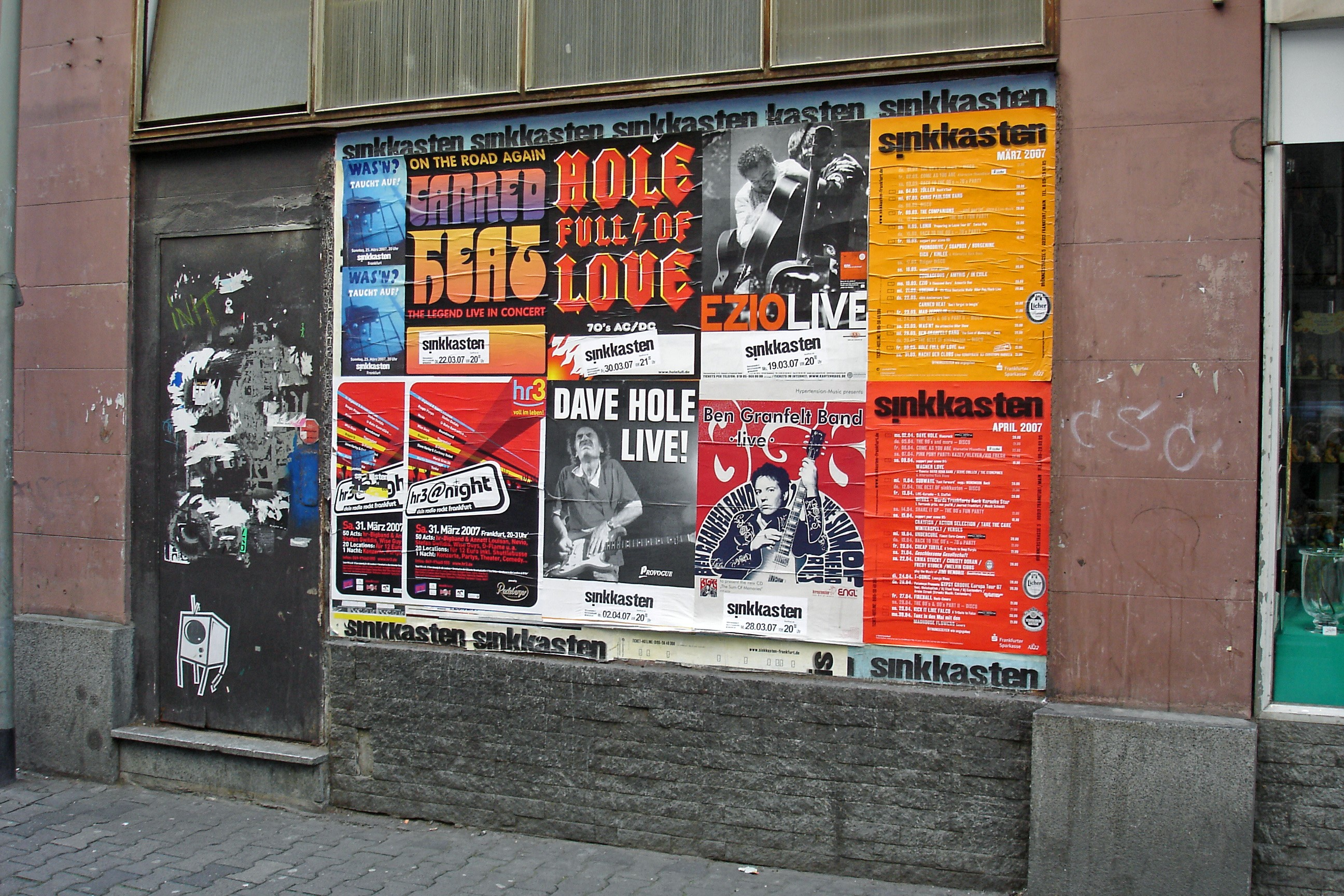
Programmplakate in der Brönnerstraße (2007).

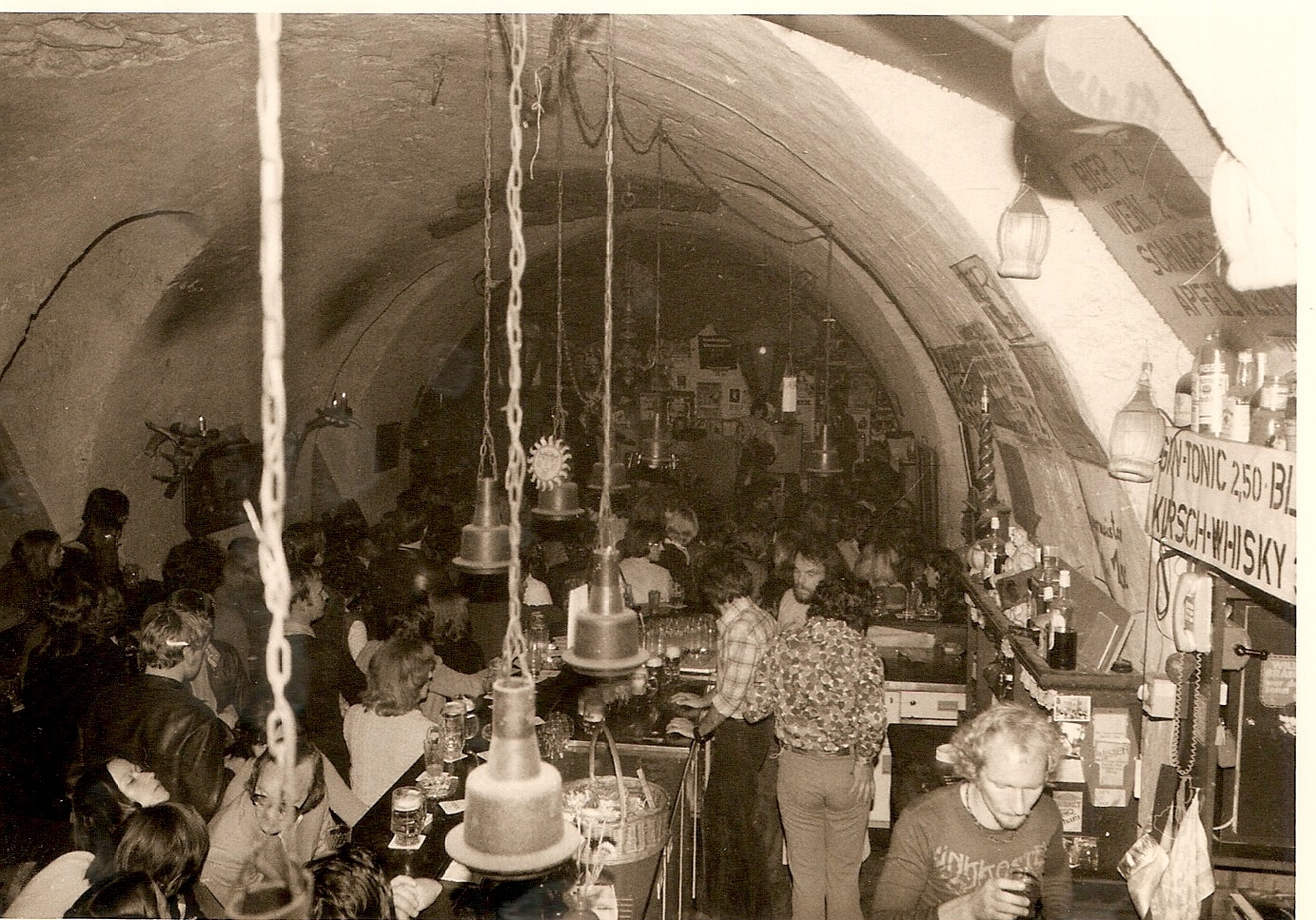
Alter Sinkkasten, Mainstraße 2

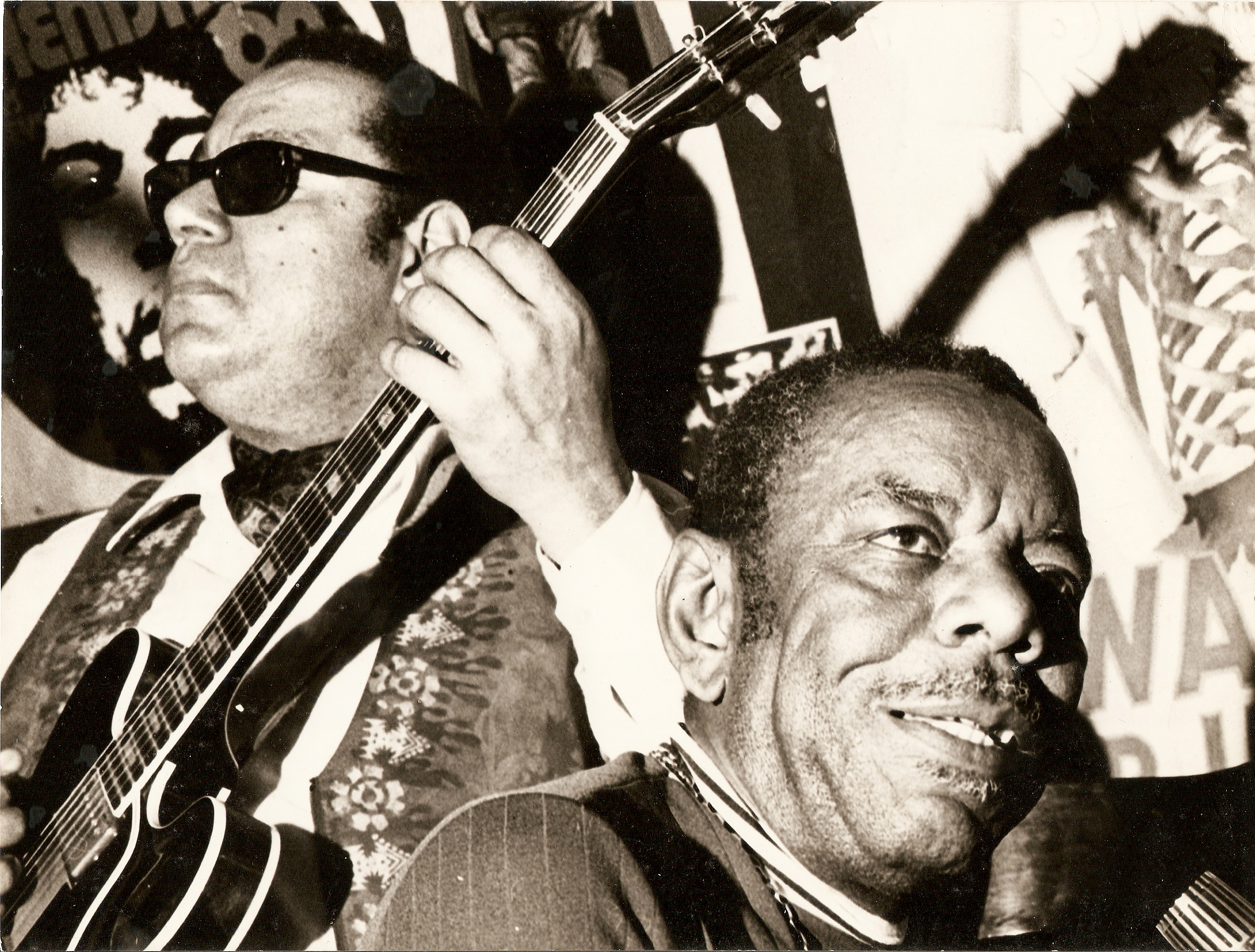
Champion Jack Dupree & Mickey Baker im alten Sinkkasten

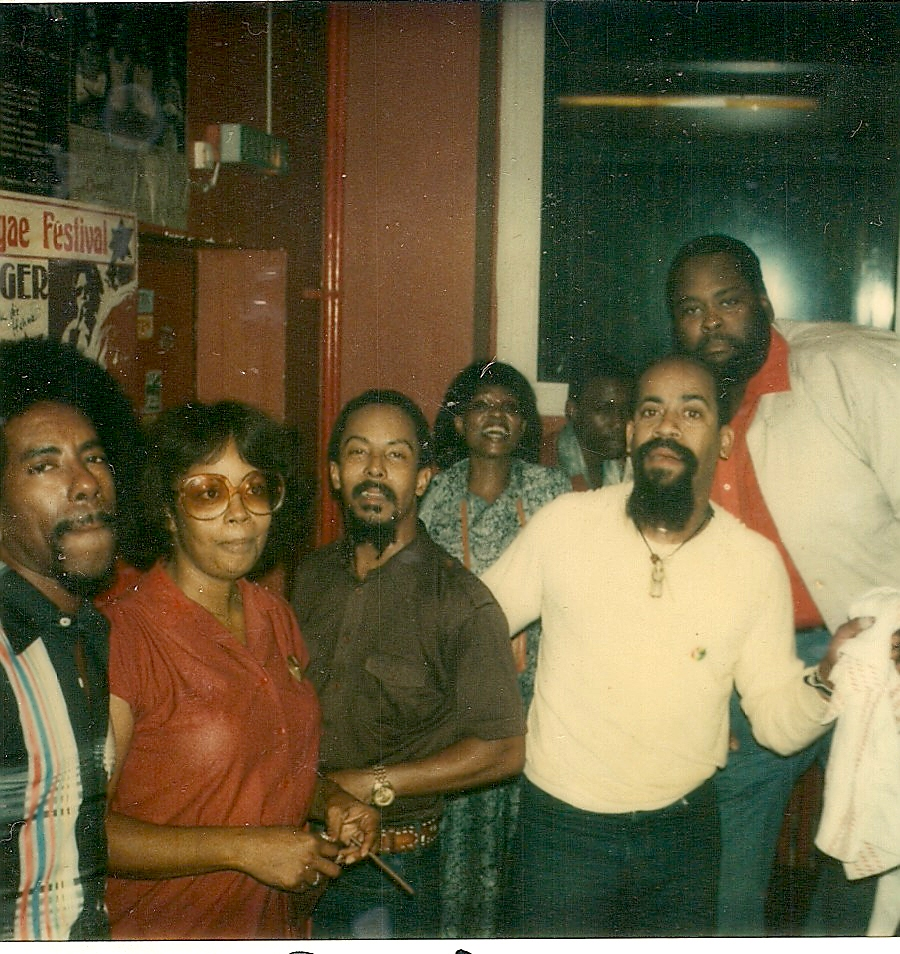
Lester Bowie Group

| Modern Jazz und Blues        | Modern Jazz und Blues               | Modern Jazz und Blues |
| Auftrittsjahr(e)             | Künstler                            | Herkunft              |
| ---------------------------- | ----------------------------------- | --------------------- |
| 1971, 1973, 1977             | Big Joe Williams                    | USA                   |
| 1971, 1974                   | Memphis Slim                        | USA                   |
| 1972                         | Baby Boy Warren & Boogie Woogie Red | USA                   |
| 1972                         | Lightnin’ Slim                      | USA                   |
| 1972                         | Little Brother Montgomery           | USA                   |
| 1972, 1983, 1985, 1986, 1988 | Jan Garbarek                        | Norwegen              |
| 1972–1987                    | Champion Jack Dupree                | USA                   |
| 1973                         | Homesick James                      | USA                   |
| 1973                         | Passport                            | Deutschland           |
| 1973, 1975                   | Oscar Benton                        | Niederlande           |
| 1973, 1975, 1976             | Slide Hampton                       | USA                   |
| 1973, 1975, 1977, 1978, 1982 | Blind John Davis                    | USA                   |
| 1973, 1976                   | Sonny Terry & Brownie McGhee        | USA                   |
| 1973, 1976, 1977, 1979       | Albert Mangelsdorff                 | Deutschland           |
| 1974                         | Bukka White                         | USA                   |
| 1974                         | Cousin Joe Pleasant                 | USA                   |
| 1974                         | Eddie Taylor                        | USA                   |
| 1974                         | Herbie Mann                         | USA                   |
| 1974                         | Roosevelt Sykes                     | USA                   |
| 1974, 1975, 1977, 1979       | Willie Mabon                        | USA                   |
| 1974, 1976                   | Inge Brandenburg                    | Deutschland           |
| 1974, 1977                   | Eddie Boyd Bluesband                | USA                   |
| 1975, 1977                   | Eddie Vinson                        | USA                   |
| 1975, 1977, 1980, 1983       | Dexter Gordon                       | USA                   |
| 1975, 1978                   | Sunnyland Slim                      | USA                   |
| 1976                         | Charles Mingus                      | USA                   |
| 1976                         | Rahsaan Roland Kirk                 | USA                   |
| 1976                         | Robert Pete Williams                | USA                   |
| 1976, 1977, 1981             | Pharoah Sanders                     | USA                   |
| 1976, 1978, 1980             | Chet Baker                          | USA                   |
| 1976, 1978, 1980, 1981       | Elvin Jones                         | USA                   |
| 1976, 1978, 1981, 1984       | Joe Henderson                       | USA                   |
| 1977, 1978                   | Cecil Taylor                        | USA                   |
| 1977, 1978, 1979, 1981       | Art Blakey                          | USA                   |
| 1977, 1979                   | Yusef Lateef                        | USA                   |
| 1977, 1979, 1980             | Johnny Griffin                      | USA                   |
| 1977, 1980                   | Archie Shepp                        | USA                   |

| Modern Jazz und Blues              | Modern Jazz und Blues     | Modern Jazz und Blues |
| Auftrittsjahr(e)                   | Künstler                  | Herkunft              |
| ---------------------------------- | ------------------------- | --------------------- |
| 1977, 1982                         | Louisiana Red             | USA                   |
| 1977–1985                          | Abdullah Ibrahim          | Südafrika             |
| 1977–1991                          | Alphonse Mouzon           | USA                   |
| 1978                               | Clark Terry               | USA                   |
| 1978                               | Floyd Dixon               | USA                   |
| 1978, 1979                         | Little Willie Littlefield | USA                   |
| 1978, 1981, 1986                   | Carla Bley Bigband        | USA                   |
| 1978, 1982                         | Art Ensemble of Chicago   | Chicago               |
| 1979                               | Freddie Hubbard           | USA                   |
| 1979                               | Leon Thomas               | USA                   |
| 1980                               | Albert Collins            | USA                   |
| 1980                               | Albert King               | USA                   |
| 1980                               | Alexis Korner             | Großbritannien        |
| 1980                               | Sonny Stitt               | USA                   |
| 1980                               | World Saxophone Quartet   | USA                   |
| 1980, 1981                         | Otis Rush                 | USA                   |
| 1980, 1983                         | Charlie Mariano           | USA                   |
| 1980, 1983, 1984, 1985, 1986, 1987 | Luther Allison            | USA                   |
| 1980, 1984, 1985, 1986             | Airto Moreira             | Brasilien             |
| 1981                               | Billy Cobham              | Panama                |
| 1981                               | Buddy Guy                 | USA                   |
| 1981                               | Don Cherry                | USA                   |
| 1981                               | Junior Wells              | USA                   |
| 1981                               | Koko Taylor               | USA                   |
| 1981                               | Ray Barretto              | USA                   |
| 1981                               | Taj Mahal                 | USA                   |
| 1981, 1983                         | Manu Dibango              | Kamerun               |
| 1981, 1983, 1984                   | Lester Bowie              | USA                   |
| 1981, 1985, 1991                   | James Blood Ulmer         | USA                   |
| 1982                               | Eddie Harris              | USA                   |
| 1982, 1983, 1985                   | Dudu Pukwana’s Zila       | Südafrika             |
| 1983                               | Clarence Gatemouth Brown  | USA                   |
| 1983                               | Lou Donaldson             | USA                   |
| 1984, 1985                         | Sun Ra Arkestra           | USA                   |
| 1985                               | Bo Diddley                | USA                   |
| 1985                               | Jimmy Witherspoon         | USA                   |
| 1985                               | Katie Webster             | USA                   |
| 1988                               | Johnny Copeland           | USA                   |
|                                    | Gil Evans                 | Kanada                |
|                                    | Herbie Hancock            | USA                   |
|                                    | Jimmy Dawkins             | USA                   |
|                                    | Long John Baldry          | Großbritannien        |

| New-Orleans-Jazz | New-Orleans-Jazz               | New-Orleans-Jazz |
| ---------------- | ------------------------------ | ---------------- |
| 1971             | Barry Martyn Jazzband          | London           |
| 1971–1987        | Bob Kerr’s Whoopee Band        | London           |
| 1972             | Geoff Bull’s Olympia Jazz Band | Australien       |
| 1972–1980        | Barrelhouse Jazzband           | Frankfurt a. M.  |
| 1973, 1974       | Louis Nelson                   | London           |
| 1973, 1978       | Benny Waters                   | USA              |
| 1974, 1975       | Old Merry Tale Jazzband        | Hamburg          |
| 1975             | Pasadena Roof Orchestra        | Großbritannien   |
| 1975             | The Louisiana Shakers          | USA              |
| 1976, 1982       | Hagaw Association              | Polen            |

| Rockjazz               | Rockjazz             | Rockjazz    |
| Auftrittsjahr(e)       | Künstler             | Herkunft    |
| ---------------------- | -------------------- | ----------- |
| 1971–1979              | Dieter Seelow        | Deutschland |
| 1975                   | Sahara               | Deutschland |
| 1975–1989              | Mombasa              | USA         |
| 1982, 1983, 1984, 1986 | Fisherman’s Walkband | Deutschland |
|                        | Shivananda           | Schweiz     |

| Folk                         | Folk                                | Folk           |
| Auftrittsjahr(e)             | Künstler                            | Herkunft       |
| ---------------------------- | ----------------------------------- | -------------- |
| 1971, 1973, 1975             | John Pearse                         | Großbritannien |
| 1972                         | Derroll Adams                       | USA            |
| 1972, 1973                   | Eddie & Finbar Furey                | Irland         |
| 1972, 1973, 1976             | Schnuckenack Reinhardt              | Deutschland    |
| 1972, 1974, 1975, 1976, 1981 | Häns’che Weiss Quintett             | Deutschland    |
| 1974, 1981                   | Marion Williams: The Stars of Faith | USA            |
| 1975                         | Sebastião Tapajós                   | Brasilien      |
| 1976                         | Zipflo Reinhardt Violin Impression  | Deutschland    |
| 1976, 1977                   | The Tannahill Weavers               | Schottland     |
| 1977                         | The Bothy Band                      | Irland         |
| 1980, 1981                   | Julian Dawson                       | Großbritannien |
| 1980, 1987                   | Piirpauke                           | Finland        |
| 1981, 1992                   | Richie Havens                       | USA            |
| 1982                         | Barry McGuire                       | USA            |
| 1983                         | Sanjukta Panigrahi                  | Indien         |
| 1989                         | Arlo Guthrie                        | USA            |
| 1994                         | Al Stewart                          | Großbritannien |
|                              | Fairport Convention                 | Großbritannien |

| Rock, Pop, Salsa, Reggae | Rock, Pop, Salsa, Reggae  | Rock, Pop, Salsa, Reggae |
| Auftrittsjahr(e)         | Künstler                  | Herkunft                 |
| ------------------------ | ------------------------- | ------------------------ |
| 1972                     | Ton Steine Scherben       | Deutschland              |
| 1975                     | Keith Tippett             | Großbritannien           |
| 1975–1983                | Jim Kahr                  | USA                      |
| 1976–1981                | Beatles Revival Band      | Frankfurt a. M.          |
| 1978                     | Jutta Weinhold            | Deutschland              |
| 1979                     | Dillinger                 | Jamaica                  |
| 1979                     | Tim Curry                 | Großbritannien           |
| 1979, 1980               | Spider Murphy Gang        | München                  |
| 1980                     | Kiev Stingl Stereolisa    | Deutschland              |
| 1980, 1987               | Johnny and the Hurricanes | USA                      |
| 1982                     | Achim Reichel             | Deutschland              |
| 1982                     | Peter Hammill             | England                  |
| 1982                     | Wilfrido Vargas           | Dominikanische Republik  |
| 1982, 1988               | Herman Brood              | Niederlande              |
| 1983                     | The Touch                 | Deutschland              |
| 1983, 1988, 1990, 1992   | Mitch Ryder               | USA                      |
| 1984                     | Spencer Davis             | Großbritannien           |
| 1984                     | Radio Zebra               | USA                      |
| 1986                     | Scrifis                   | Deutschland              |
| 1987, 1988               | The Pretty Things         | Großbritannien           |
| 1987, 1990, 1992, 1994   | Canned Heat               | USA                      |
| 1988                     | Junior Walker Allstars    | USA                      |
| 1989                     | Rare Earth                | USA                      |
|                          | Peter Green               | Großbritannien           |
|                          | Rosenstolz                | Berlin                   |
|                          | Rufus Thomas              | USA                      |

| Theater und Show             | Theater und Show                 | Theater und Show |
| Auftrittsjahre               | Künstler                         | Herkunft         |
| ---------------------------- | -------------------------------- | ---------------- |
| 1972, 1973, 1977, 1981, 1983 | Junge Bühne 57                   | Frankfurt a. M.  |
| 1972                         | Ken Campbell’s Roadshow          | London           |
| 1972, 1974, 1977             | Rationaltheater                  | München          |
| 1972, 1974                   | Kellertheater Sandkorn           | Karlsruhe        |
| 1978                         | Footsbarn Theatre                | Großbritannien   |
| 1979, 1983, 1985, 1987       | Jango Edwards & the Friends Band | USA              |
| 1979                         | Hallucination Company            | Wien             |
| 1981–1988                    | Johnny Melville                  | Großbritannien   |
| 1978, 1979, 1980             | Shusaku Dormu Dancetheatre       | Japan            |
| 1979, 1980                   | Erste Allgemeine Verunsicherung  | Österreich       |
| 1979, 1983                   | Bette Bourne’s Bloolips          | Großbritannien   |
|                              | Carl Napp’s Chaostheater         | Deutschland      |
| 1982, 1983                   | Badesalz                         | Hessen           |
| 1982                         | Drahdiwaberl                     | Wien             |
| 1983                         | Gardi Hutter                     | Schweiz          |
| 1991                         | Helge Schneider                  | Deutschland      |
|                              | Mundstuhl                        | Frankfurt a. M.  |

| Kabarett         | Kabarett             | Kabarett    |
| Auftrittsjahr(e) | Künstler             | Herkunft    |
| ---------------- | -------------------- | ----------- |
| 1973, 1974       | Franz Hohler         | Schweiz     |
| 1977             | Rolf Linnemann       | Deutschland |
|                  | Franz Josef Bogner   | Deutschland |
| 1977, 1982, 1987 | Evelyn Künneke       | Deutschland |
| 1977             | Konstantin Wecker    | Deutschland |
|                  | Kuretisch & Virch    | Deutschland |
| 1978, 1979, 1982 | Hanns Dieter Hüsch   | Deutschland |
| 1980             | Philipp Sonntag      | Deutschland |
| 1980             | Bruno Jonas          | Deutschland |
| 1982             | Tschiersch & Fischer | Deutschland |
| 1987             | Die 3 Tornados       | Deutschland |

| Autorenlesungen  | Autorenlesungen    |
| Auftrittsjahr(e) | Autor              |
| ---------------- | ------------------ |
| 1973             | Theodor Weißenborn |
| 1973, 1975       | Gerhard Zwerenz    |
| 1975             | Peter Turini       |
| 1975             | Alice Schwarzer    |
| 1975             | Volker Spengler    |